# Gabriel Thouin
Pour les articles homonymes, voir Thouin.
Gabriel Thouin (né en 1754 à Paris et mort le 9 mars 1829) est un paysagiste français, qui fut le principal représentant de l'ère pré-romantique du jardin anglais et l'un des plus fameux paysagistes de son époque.

## Famille
Il est le fils de Jean-André Thouin († en 1764), qui était depuis 1745 « Jardinier du Cabinet du Roi » (c'est-à-dire premier jardinier du futur Jardin des plantes)  à Paris. Le célèbre botaniste André Thouin (né le 10 février 1747 à Paris et mort le 27 octobre 1824) est son frère aîné.

## Biographie
Gabriel Thouin, à l'instar de son frère, travailla d'abord comme jardinier auprès de son père au Jardin du Roi. Ses talents d'organisateur se révèlent rapidement : il passe ses moments de loisir à dessiner des jardins.
Le gouvernement lui demande un projet d'agrandissement du « Jardin des plantes ». Il s'attelle à ce travail avec son frère. Ils préconisent la construction de longues serres en enfilade, afin de faciliter l'acclimatation des nombreuses plantes exotiques qu'André avait rapporté des jardins des nobles exilés pendant la Révolution et le Consulat au jardin du Roi. Faute d'argent, toutefois, le projet ne put voir le jour.

### Les «espèces de jardins»

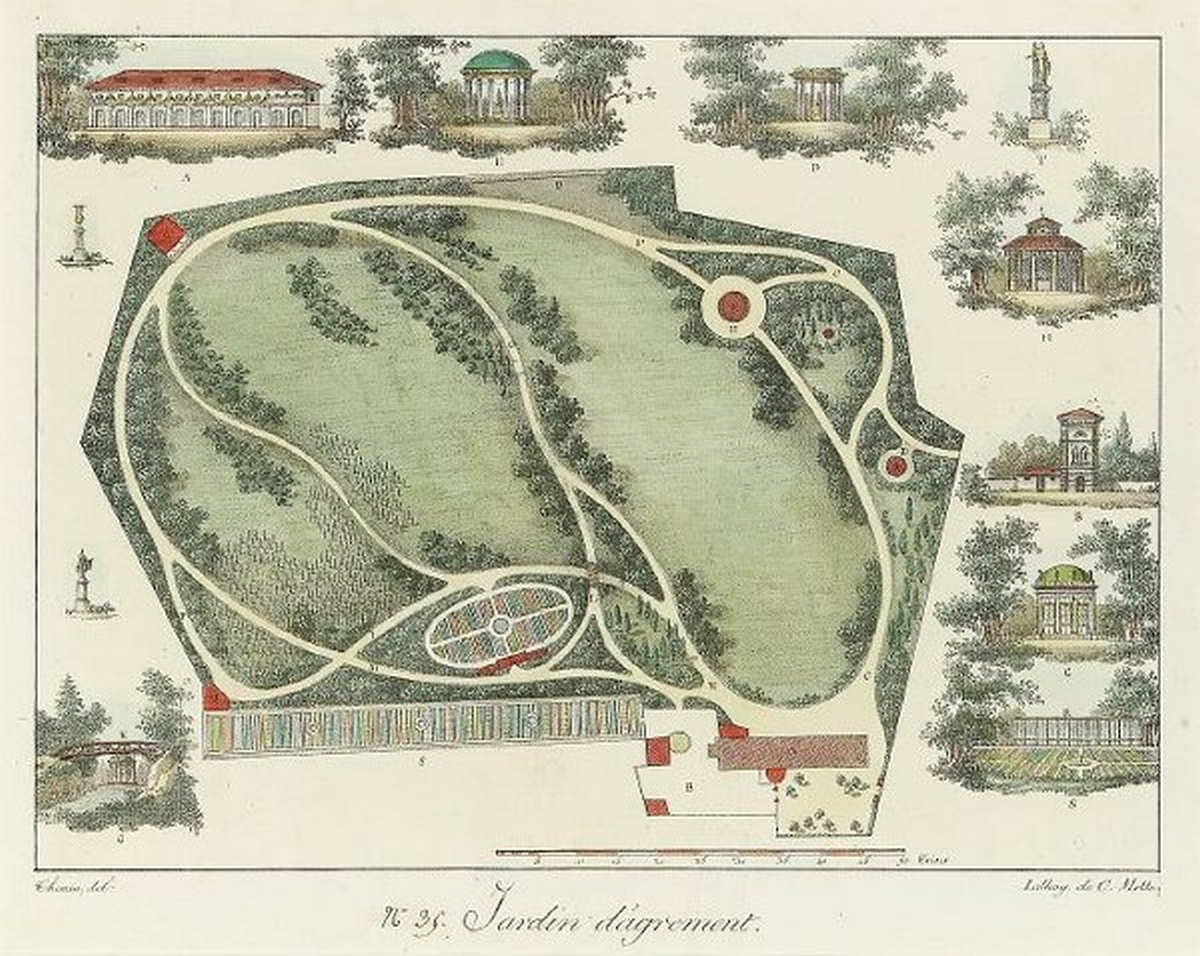
« Projet de jardin d'agrément », tiré d'une réédition (de 1838) de Plans raisonnés de toutes les espèces de jardins

Devenu inspecteur principal des jardins de l'archevêché, il publie en 1819 le résultat de 40 années de recherches et d'expérimentations dans un unique livre. Ainsi, tandis que son frère André fait connaître de nouvelles techniques de culture dans son « Cours de culture et de naturalisation des végétaux », Gabriel présente toutes les jardins du XVIIIe siècle dans toute leur variété et propose par là de nouvelles manières d'insérer le végétal dans le paysage dans son célèbre ouvrage « Plans raisonnés de toutes les espèces de jardins » (1819-1820, réimprimé plusieurs fois par la suite ; quelques exemplaires de cette première édition portent les dates 1919 et 1920). Les deux premières éditions furent imprimées volontairement en une seule livraison et en planches monochromes pour que l'ouvrage reste d'un prix abordable, et soit accessible aux lecteurs les moins fortunés. Thouin voyait davantage son livre comme un catalogue pratique que comme un traité théorique de l'art des jardins. Il fallut attendre la troisième édition de 1838 (éd. Huzard), augmentée de nouveaux dessins, pour que des planches colorées fassent leur apparition : elles mettent en valeur les chefs-d'œuvre du dessin paysager.
Dans cette troisième édition, l'ouvrage comporte 58 planches. Dessinées de la main même de Gabriel Thouin, les lithographies de paysages et de plans de jardin sont pour la plupart l'œuvre de Charles Motte, une étant due à Bermard.
Le livre (dédié à son frère en remerciement à 50 années de collaboration fructueuse) contient toutes sortes de jardins, convenant aussi bien au simple ouvrier qu'au grand propriétaire foncier. Il y ajoute des exemples de jardins exotiques, adaptés au goût européen.
Gabriel Thouin distingue dans sa préface quatre types de jardins : le jardin potager, le verger, le jardin botanique ou jardin d'apothicaire, enfin le jardin d'agrément. Il distingue encore les jardins d'agrément selon leur forme en trois catégories : les jardins symétriques, les jardins anglais ou chinois et les jardins paysagers. Ce travail analytique se poursuit de façon plus détaillée encore au fil de l'ouvrage. Si Thouin traite aussi bien des jardins symétriques que des jardins pittoresques, les exemples de jardins de style irrégulier prédominent numériquement clairement.
Le recueil de planches est complété par des descriptions imagées et des représentations de jardins dans tous les styles. Parmi ces planches, on trouve le Jardin des Tuileries, les places de l'Avenue des Champs-Élysées, un projet (non concrétisé) de transformation et d'agrandissement du jardin baroque du château de Versailles (qui préserve les massifs du centre du jardin), ainsi que le projet d'agrandissement du Jardin des plantes.
Dans sa préface, Gabriel Thouin dénie aux Anglais l'invention du style naturel ; il relève que l'architecte Charles Dufresnoy (1611-88), le successeur d'André Le Nôtre, avait, dans un projet de parc prévu pour le Faubourg Saint-Antoine à Paris, imaginé dès le début du XVIIIe siècle un jardin naturel et qu'en cela il est un précurseur du « jardin à l'anglaise ».

## Son influence en Europe
Le paysagiste prussien Peter Joseph Lenné, qui, une fois sa formation d'architecte terminée, voyagea d'abord en 1811-12 à Paris, perfectionna sa connaissance du tracé auprès de Jean Nicolas Louis Durand et de Gabriel Thouin, en étudiant en parallèle la botanique auprès d'André Thouin. Les techniques personnelles de Gabriel Thouin : cheminements sinueux en larges méandres, croisées de chemin irrégulières ou en fourche, projet conçu à l'échelle de tout le paysage, combinaison d'édifices techniques avec les constructions préexistantes, recours aux plantes exotiques, eurent une influence évidente sur Lenné et ses élèves (on parle d'école « Lenné-Meyer »).
Gabriel Thouin mourut à l'âge de 82 ans, quelques années seulement après son frère. Il est enterré au cimetière du Père-Lachaise (11e division).

## Galerie d'illustrations

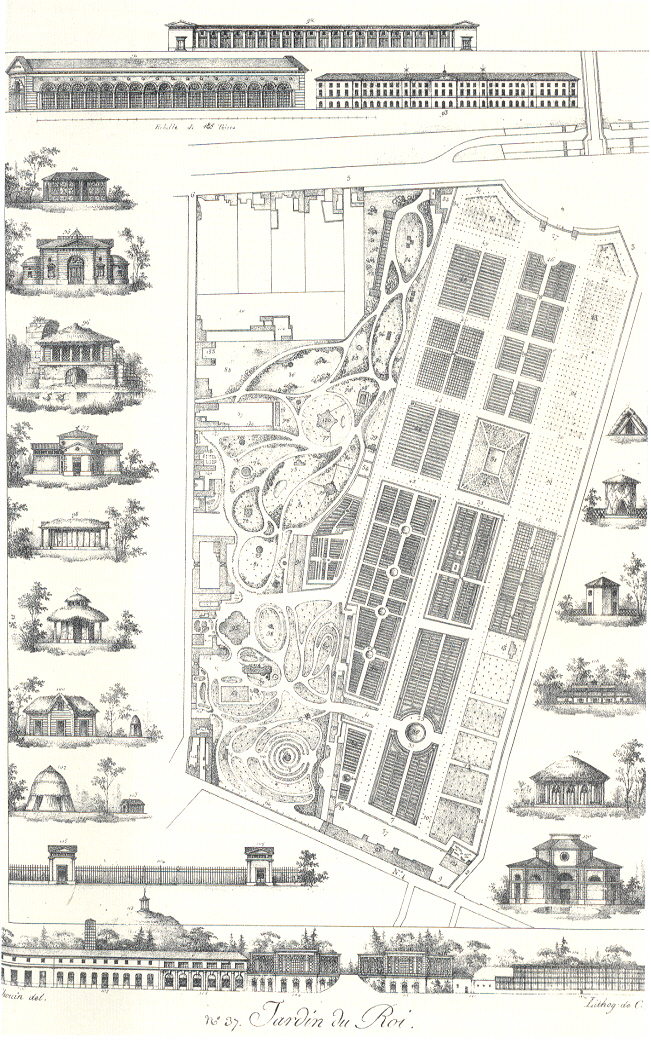
Plan et arrangement du Jardin du Roi (futur « Jardin des plantes »), tiré de Plans raisonnés de toutes les espèces de jardins (1820), pl. 37.
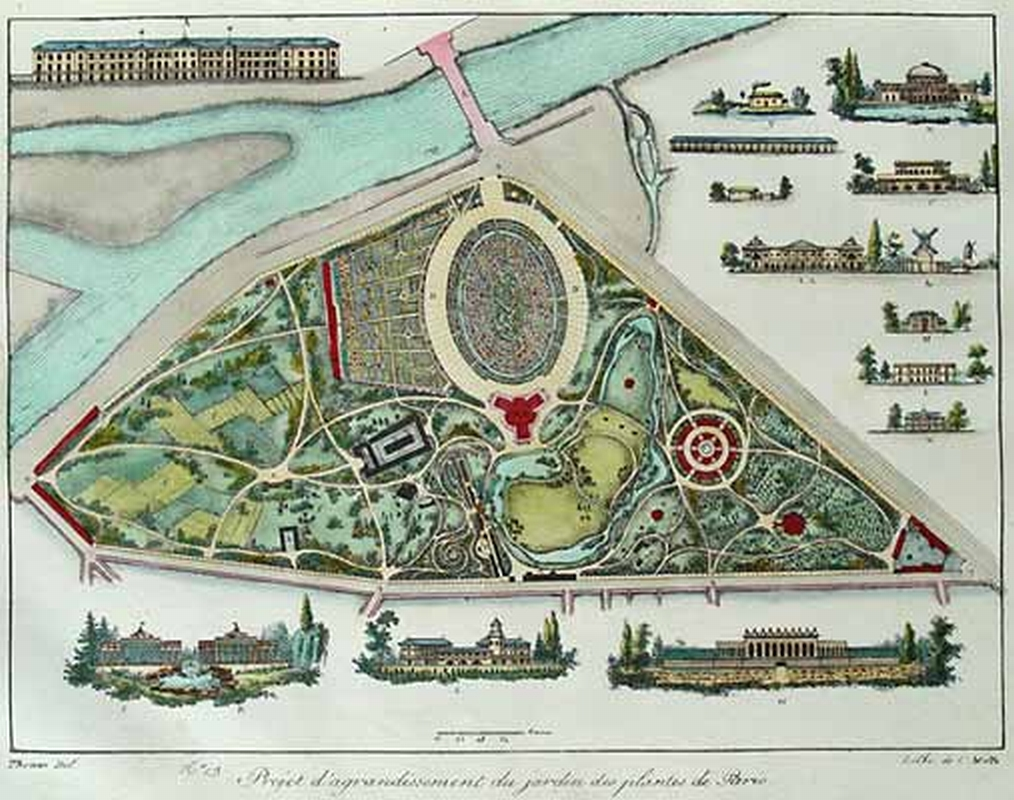
Projet d'agrandissement du Jardin des plantes, tiré d'une réédition (de 1838) de Plans raisonnés de toutes les espèces de jardins.
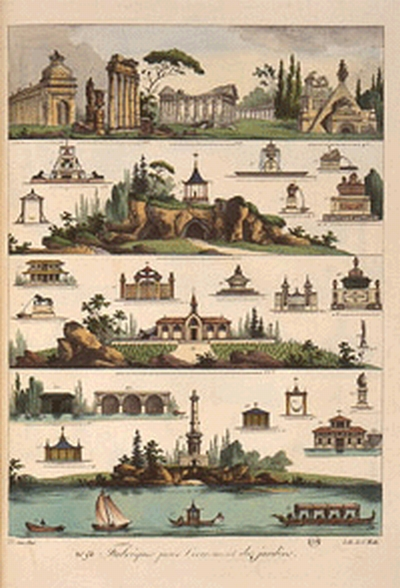
Vorschläge für schmückende Gartenarchitekturen („Fabriques pour l’ornement des jardins“), tiré d'une réédition (de 1838) de Plans raisonnés de toutes les espèces de jardins, pl. 53.
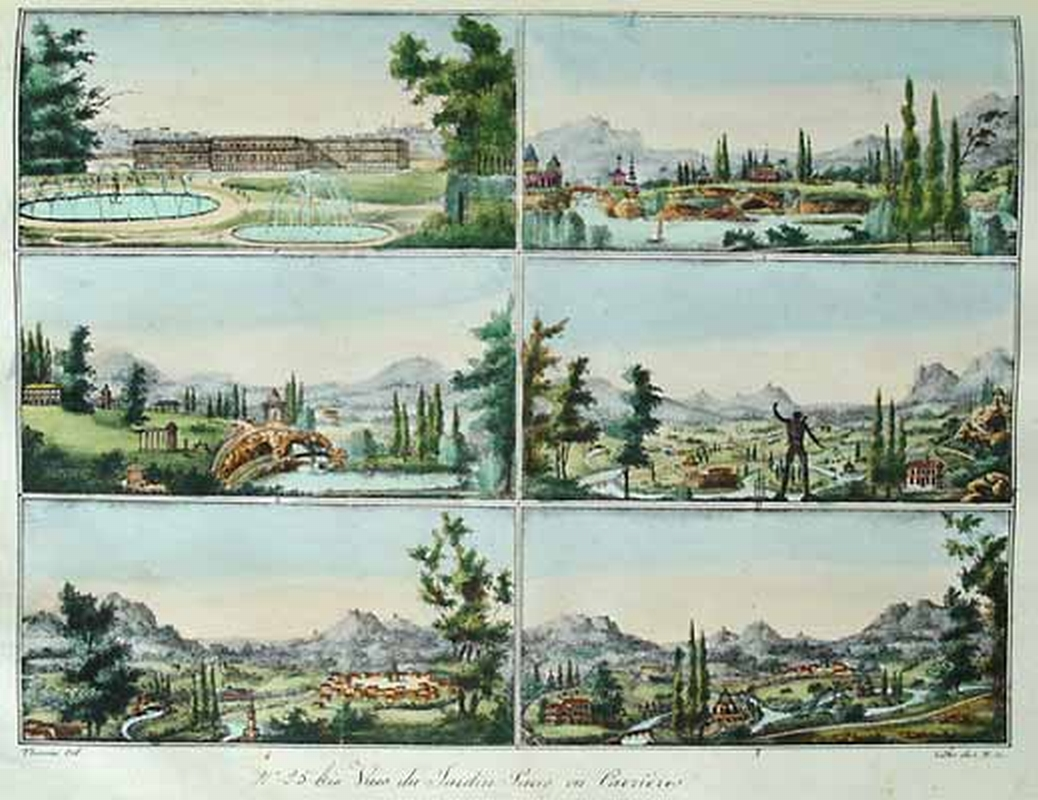
« Vue du Jardin : Parcs ou Carrières », tiré d'une réédition (de 1838) de Plans raisonnés de toutes les espèces de jardins.
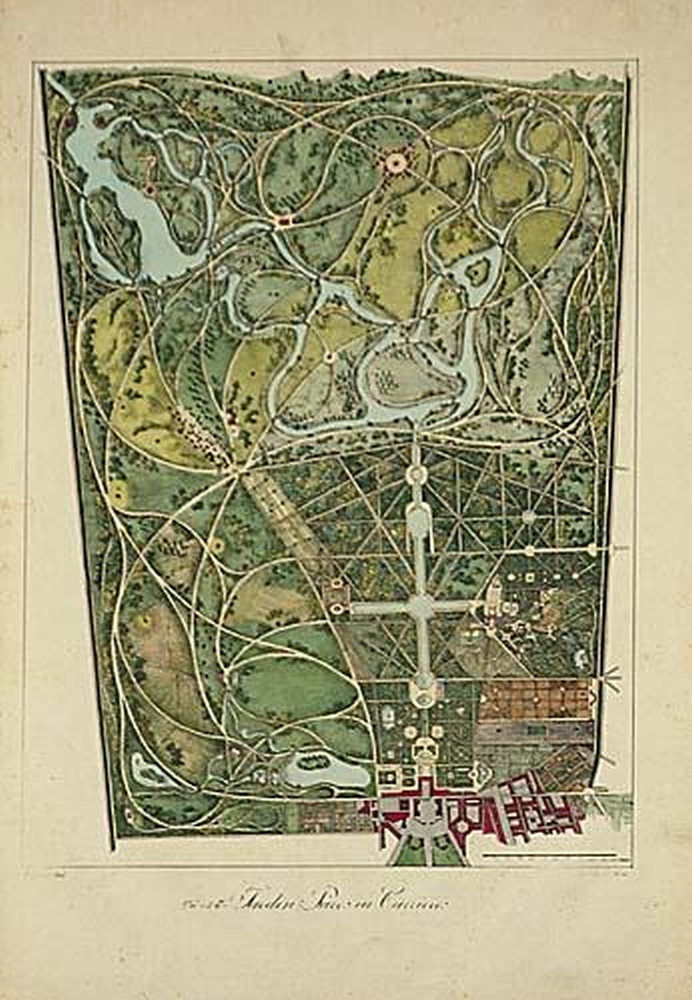
Projet de nouveaux jardins pour le parc de Versailles, tiré d'une réédition (de 1838) de Plans raisonnés de toutes les espèces de jardins.